# Malin i Jämtböle
Malin i Jämtböle, död 1598, var en kvinna som tillsammans med sin dotter Dordi avrättades i Umeå för häxeri. Hon är en av få personer som avrättats för trolldom i övre Norrland, i en av de få trolldomsrättegångarna före 1600-talet. 
Malin var en bondhustru som ägnade sig åt magiska läsningar, och ställdes inför rätta tillsammans med sin dotter Dordi. 
I sin bekännelse sade hon att djävulen hade kommit till henne fyra gånger en tid efter att hon börjat sin magiska verksamhet. Första gången i gestalt av en man, Johan i Granön; andra gången som en annan man, då han hade visat henne många föremål, som han lovade henne om hon ville försvära sig till honom; tredje gången som ett svin, och fjärde gången hade hon gått med på att försvära sig till honom och han hade gett henne ett sår där han "blåste in den onda anden". Hon fick en bära, en mjölkhare av honom, och sedan gav de sig av till Blåkulla. 
I Blåkulla fanns det lika många människor på en marknad, men hon kunde bara peka ut tre kvinnor. Vid bordet satt en behornad varelse vid bordsänden, och hon åt utan att bli mätt. Även på hemvägen mötte hon kvinnor hon kände igen. 
Malins dotter Dordi hade också sett folk hon kände igen på hemvägen i luften ovanför kyrkan, och de hälsade på varandra med orden "Fanen vare med dig; vare ock så med dig", som i mässan, fast med Satans namn i stället för guds. Då hon var på väg hem efter tredje gången från Blåkulla, hade hon råkat nämna Jesu namn, och då hade hon fallit från luften ned på vägen. 
Både Malin och Dordi dömdes till döden för häxeri. På tingsmenighetens begäran blev de halshuggna i stället för brända, vilket godkändes av överheten. 